# Зенит-3SL
Зенит-3SL — одноразовая ракета-носитель (РН), применявшаяся для запусков в проекте «Морской старт». Её первый полет состоялся в 1999 году, она была запущена 36 раз, при этом три запуска завершились аварией и один запуск признан частично удачным. Это одна из модификаций семейства РН «Зенит», строившаяся Конструкторским бюро «Южное». РКК «Энергия» производит разгонный блок ДМ-SL (3-ю ступень), а головной обтекатель производится компанией «Боинг». Пуски проводятся с океанической платформы «Одиссей». Платформа заякорена на экваторе в Тихом океане, в точке с координатами 154° з. д., около 370 км к востоку от Острова Рождества.
Вместо РН «Протон-К», которую предполагалось использовать в проекте, в конце 1980-х годов началось проектирование РН «Зенит-3SL» под названием «Зенит-3». При этом за основу бралась РН «Зенит-2» с разгонным блоком в качестве третьей ступени. Это предложение был заморожено после распада СССР. Проблема заключалась в том, что несмотря на то, что Россия унаследовала космическую программу, РН «Зенит» делалась на Украине. В этой программе в 1994 году стала участвовать компания «Боинг». Дизайн РН впоследствии был изменён, и была установлена модифицированная версия разгонного блока ДМ, как замена блока Д.
РН для проекта «Морской старт» собираются в Калифорнии и доставляются на сборочно-командное судно Sea Launch Commander для дальнейшей транспортировки на стартовую платформу «Одиссей». Как только на космодроме ракета установлена на платформе, начинается трёхдневный обратный отсчет. Отсчет времени полностью автоматизирован, а персонал эвакуируется со стартовой платформы на сборочно-командное судно до старта.
«Зенит-3SL» запускает преимущественно спутники связи на геопереходные орбиты. Был произведён только один запуск, чтобы попытаться вывести полезную нагрузку на орбиту, отличную от геопереходной. Это была попытка запуска аппарата ICO F-1, который планировали разместить на средней околоземной орбите, однако ракета не смогла её достичь.

## Конструкция

### Первая ступень
Разработана ГКБ «Южное» и производится на ПО «Южмаш». Основная конструкция изготовлена из алюминия и включает цельнопрофилированные элементы усиления. Эта ступень оснащена двигателем РД-171М, разработанным ведущим ракетно-космическим конструкторским бюро России, НПО «Энергомаш». Во время контакта подъёма двигатель РД-171М развивает тягу в 740 000 кгс и является одним из самых мощных двигателей в мире. Четыре камеры сгорания снабжаются вертикально установленным турбонасосным агрегатом, в который поступает горячая окислительная смесь от двух газогенераторов.

### Вторая ступень
Разработана ГКБ «Южное» и изготавливается на ПО «Южмаш». Вторая ступень работает на двигателе РД-120 на жидком кислороде и керосине, вырабатывая тягу в вакууме 93 100 кгс.

### Разгонный блок
Разгонный блок ДМ-SL разработан и изготавливается РКК «Энергия». Способен обеспечить до четырёх включений в рамках одной миссии. Двигатели разгонного блока 11Д58М работает на жидком кислороде и керосине. Два двигателя ДУС03 обеспечивают стабилизацию разгонного блока ДМ-SL по трём осям во время пассивного полёта.

### Блок полезного груза
Разработан и изготавливается компанией «Боинг коммершиал спейс кампани». Состоит из переходника, системы отделения, конструкции полезной нагрузки, переходной юбки, обтекателя, лётной радиоэлектронной аппаратуры и приборного отсека.

### Система управления
Система управления ракеты «Зенит-3SL» разработана и производится в Научно-производственном объединении автоматики и приборостроения (Москва).

## Надёжность
36 ракет были запущены удачно, три неудачно, и одно — выведение полезной нагрузки произошло на неправильную, но корректируемую орбиту. Третий запуск ракеты по программе «Морской старт» со спутником связи ICO F-1 был произведён 12 марта 2000 года в 6:49 утра по тихоокеанскому времени. Старт был произведен с экватора, из точки с координатами 154 градуса западной долготы. Нештатная ситуация проявилась перед отделением второй ступени ракеты. Космический аппарат ICO не вышел на расчётную орбиту. Разбор телеметрии показал что ошибка в программном обеспечении привела к преждевременной отсечке второй ступени, в результате спутник ICO F-1 не смог достичь заданной орбиты.
29 июня 2004 года, во время запуска Apstar 5, разгонный блок отключился на 54 секунды раньше из-за неисправности электропроводки, оставив спутник на более низкой, чем планировалось, орбите. Космический аппарат поднял себя на правильную орбиту с помощью бортовых маневровых двигателей, за счет топлива, предназначенного для поддержания нахождения его на правильной орбите.
30 января 2007 года «Зенит-3SL» взорвалась на стартовой площадке после отказа двигателя, вызванного мусором в турбонасосном агрегате. На борту при этом находился спутник связи NSS-8 для компании SES New Skies. Из-за этой аварии произошёл большой перерыв в запусках на время ремонта стартовой платформы.
1 февраля 2013 года во время старта космического аппарата Intelsat-27, на РН «Зенит-3SL» произошло преждевременное выключение двигателя, в результате которого ракета отклонилась от взлётной траектории, и упала в Тихий океан вскоре после запуска.

## Состояние производства
С 2015 года производство ракет «Зенит» приостановлено. Однако, на Южмаше заявили о готовности отгрузить первые ракеты «Зенит-3SL» для «Морского старта» во второй половине 2017 года, если финансирование начнется в октябре 2016 года.